# Last of Sunny Day
Last of Sunny Day è il quarto album della skate punk band Hi-Standard.

## Tracce
1. Who'll Be the Next
2. Digging up the Ground
3. Sunny Day
4. Fall
5. You and Me
6. Head Over Heels

## Formazione
- Ken Yokohama – voce, chitarra
- Akihiro Nanba – voce, basso
- Akira Tsuneoka – batteria